# Sealandi puccs
A nemzetközileg el nem ismert Sealand Hercegség első ütközete a függetlenségi háború óta, mely során a Brit Haditengerészet hajója a sziget elhagyására szólította fel a hercegi családot, ami azonban tüzet nyitott a hajóra. (Az ütközetet követően az önerőből kikiáltott herceget bíróság elé állították, ahol azonban megállapították, hogy az Egyesült Királyságnak nincs joga a sziget felett, innen ered a hallgatólagos függetlenség)

## Előzmények
Dr. Walter Leisner, a Erlangen-Nuremberg-i Egyetem az államok adminisztrációjával és nemzetközi joggal foglalkozó professzora 1975 szeptemberi szakvéleménye után (Rechtsgutachten über die völkerrechtliche Situation der Principality of Sealand), mely a nemzetközi jog alapján jogerősnek véli a szigetállam megalakulását és az Egyesült Királyság hallgatólagos elismerése után 1975 szeptemberében Paddy Roy Bates (Roy, Sealand hercege név alatt önkikiáltott herceg) alkotmányt bocsátott ki, melynek megírására Alexander Gottfried Achenbach-ot kérte fel.
Achenbach német állampolgár volt, azonban a herceg sealandi állampolgárságot ajánlott fel neki és kinevezte miniszterévé, valamint a tanácsadói kabinetjének elnökévé.
Achenbach miniszter alkotmányát követően Dr. Béla Vitànyi, a Nijmegeni Egyetem professzora is kiad 1978 márciusában egy értekezést (Juristische Meinung über den internationalen Status des Staates Sealand), melyben megerősíti a szigetország jogát az önállóságra.

## A puccs
1978 augusztusában Achenbach miniszter elérkezettnek látta az időt, amikor a herceg elutazott a szigetről, hogy a két – általa hivatalosnak tartott – tanulmány által önálló országgá nyilvánított terület fölött átvegye az irányítást. Ezt a lépést a ma száműzetésbe vonult kormány azzal magyarázza, hogy a herceg megpróbálta eladni az ország területét lemondva hercegi címéről ezzel megsértve az alkotmányt, így a kormány feladata volt, hogy átvegye a hatalmat.
Achenbach üzletember lévén német és holland származású alkalmazottjait üzleti tárgyalás címszóval a szigetre hozatta, majd segítségükkel indította meg a „sealandi korona” elleni támadását. Az akció kulcspontja a régensherceg (Őfelsége Michael herceg, Michael Bates) elrablása volt, mely biztosította volna a hatalom átadását. A régensherceget a sziget állóoszlopaiban lévő szobák egyikéből kialakított cellába zárták, majd túszként egy holland hajóra tették.
Miután Michael régensherceget pénz és útlevél nélkül Hollandiában partra vetették a távollevő herceg zsoldosokat toborzott, majd felfegyverzett embereivel helikopteren visszarepült Sealandre. Ezt követően az ellenálló erők megadták magukat mely után a herceg visszaszerezte az irányítást a hercegsége felett, a puccs német és holland résztvevőit pedig Achenbach-hal egyetemben hadifogolyként bezáratta.

## Következmények
Hollandia és Németország kormányai közös petícióban fordultak Londonhoz állampolgáraik szabadon engedése ügyében, azonban az, a korábbi bírósági végzés értelmében kijelentette, hogy nem avatkozik közbe a Sealand Hercegséggel kapcsolatos ügyekbe, mivel az Egyesült Királyságnak nincs joga a sziget felett, lévén az kívül fekszik az 1987-ig fennálló 3 tengeri mérföldes körzetén.
Achenbach elfogadta a sealandi állampolgárságot, így őt – a herceg szerint – a sealandi törvények alapján (melyeket maga Achenbach dolgozott ki) felségárulás bűne miatt kell elítélni.
Németország ezt elutasította, mondván, hogy Sealand nem elismert ország, így nem létezik sealandi állampolgárság, ami alapján elítélhetnék Achenbach-ot. Így további párbeszédek következtek: a német követ most már közvetlen Sealenddel tárgyalt, mivel az Egyesült Királyság mosta kezeit a hadifogoly ügyében.
Azt, hogy közvetlen hozzájuk küldték a követet a szigetország úgy értelmezi, hogy Németország elismeri létjogosultságát, mivel egyenjogú tárgyalópartnerként tekint rá.
A tárgyalásokat siker koronázta, a herceg elengedte a holland és német hadifoglyokat, azonban a felségárulással vádolt miniszterelnököt nem. Azonban Genfi Egyezmény értelmében az összes hadifoglyot el kellett engednie, így hamarosan a lázadó miniszterelnök is távozhatott.

### A sealandi kormány
Achenbach ezt követően megalakította a száműzetésbe vonult sealandi kormányt, mivel véleménye szerint továbbra is ő a szigetország legitim uralkodója. Az alkotmány és az alkotmányos hercegség újjászervezéséig, a lemondott Sealandi Roy jogkörei átmenetileg egy jogtanácsosra szállnak át –olvasható a kormány honlapján. Ez a jogtanácsos Dr. A. L. C. M. Oomen, aki 1989 júniusában kijelentette, hogy Johannes W. F. Seiger (Achenbach utódja, akit a volt miniszterelnök nevezett ki saját, meggyengült egészsége miatt) a Sealand Hercegség egyedüli törvényhozó hatalma, így a korona visszaszerzése után rá szállna vissza az ország irányítása. Seiger azóta tarja fönn ezt a címet és tevékenykedik Sealand elismerése mellett, melyet egyezményekkel próbál elérni. 2000 júliusában honlapot indított kormányának, mint a Sealand Hercegség hivatalos információs portálja.

## Külső hivatkozások
- http://www.citizensrequired.com/unit/ga_sealand/sealand.shtml
- http://www.damninteresting.com/?p=188
- https://web.archive.org/web/20080609002811/http://principality-of-sealand.eu/chronologie/chrono_d.html
- https://web.archive.org/web/20080225151926/http://media.www.pittnews.com/media/storage/paper879/news/2008/02/21/Opinion/Sealands.Spirit.Trumps.Kosovos.Convention-3223986.shtml